# Назирова, Вазира
Вазира Назирова (род. 1926 год) — мастер Ташкентского хлебозавода № 1 Министерства пищевой промышленности Узбекской ССР. Герой Социалистического Труда (1971).
Досрочно выполнила личные социалистические обязательства и плановые производственные задания Восьмой пятилетки (1965—1970). Указом Президиума Верховного Совета СССР от 26 апреля 1971 года «за выдающиеся успехи, достигнутые в выполнении заданий пятилетнего плана по развитию пищевой промышленности» удостоена звания Героя Социалистического Труда с вручением ордена Ленина и золотой медали Серп и Молот.